# MATER Roma
MATER Roma – włoski klub piłkarski, mający swoją siedzibę w stolicy kraju - Rzymie.

## Historia
Chronologia nazw:
- 1933: MATER Roma
- 1945: klub rozwiązano

Piłkarski klub MATER Roma został założony w Rzymie w 1933 roku z inicjatywy Silvio Renda, właściciela fabryki Motori Alimentatori Trasformatori Elettrici (MATER). W sezonie 1933/34 startował w regionalnej Terza Divisione Laziale (5 klasa rozgrywkowa). W sezonie 1935/36 po zajęciu trzeciego miejsca w Prima Divisione XI Zona (Lazio) awansował do Serie C. W następnych sezonach występował w Serie C. W sezonie 1941/42 najpierw zwyciężył w grupie, a potem zajął również pierwszą lokatę w grupie A rundy finałowej i awansował do Serie B. W debiutowym sezonie na drugim poziomie 1942/43 zajął 12.miejsce. Jednak potem działania wojskowe przeszkodziły w organizacji mistrzostw Włoch. W 1944 i 1945 brał udział w regionalnych rozgrywkach Campionato romano.
Po zakończeniu II wojny światowej w 1945 klub został rozwiązany.

## Sukcesy

### Trofea międzynarodowe
Nie uczestniczył w rozgrywkach europejskich (stan na 31-12-2016).

### Trofea krajowe
| \| \| Zdobyte trofea w rozgrywkach Włoch (stan na: 31-05-2017) \| |                                                          |      |          |
| Rozgrywki                                                         | Osiągnięcie                                              | Razy | Sezon(y) |
| · Mistrzostwo                                                     | I miejsce                                                | 0    |          |
| · Mistrzostwo                                                     | II miejsce                                               | 0    |          |
| · Mistrzostwo                                                     | III miejsce                                              | 0    |          |
| · Puchar                                                          | zdobywca                                                 | 0    |          |
| · Puchar                                                          | finalista                                                | 0    |          |
| II liga                                                           | I miejsce                                                | 0    |          |
| II liga                                                           | II miejsce                                               | 0    |          |
| II liga                                                           | III miejsce                                              | 0    |          |
| II liga                                                           | 12.miejsce                                               | 1    | 1942/43  |
| Włochy                                                            | Zdobyte trofea w rozgrywkach Włoch (stan na: 31-05-2017) |      |          |

## Stadion
Klub rozgrywał swoje mecze domowe na Motovelodromo Appio w Rzymie.